# Family Values Tour 1999
Family Values Tour 1999 (укр. Тур сімейних цінностей) — музичний тур, проведений в 1999 році, який очолила група Limp Bizkit. Тур став другим у серії Family Values Tour. У турі взяли участь такі рок- і реп-гурти, як-от: Limp Bizkit, Primus, Staind, Korn, The Crystal Method, Mobb Deep. Також приєдналися репери Ja Rule, Method Man та інші. Відомий американський метал-гурт з Лос-Анджелеса System of a Down спочатку теж планував приєднатися до учасників туру, проте за декілька тижнів до початку було повідомлено про вимушене скасування участі внаслідок травмування учасників гурту.
Завершився тур 31 жовтня 1999 року концертом в Білоксі (штат Міссісіпі).